# Морнинг Мусуме
Морнинг Мусуме е японска момичешка идол група (поп група), известна още като Momusu. Musume се превежда като дъщеря, момиче. Групата е изцяло дамска, като състава и броя на вокалистките често се мени – през определени периоди от време отделни членове се „дипломират“, a на тяхно място чрез кастинг се избират нови. Морнинг Мусуме е основната група в проекта Hello! Project, целящ създаването и промотирането на комерсиални поп групи.

## История
Групата е създадена през 1997 г. от японския продуцент и музикант Цунку. В състава и са включени пет от финалистките в конкурса за вокалистка на собствената му рок групата Sharam Q. Това са Юко Накадзава, Каори Иида, Ая Ишигуро, Нацуми Абе и Асука Фукуда. Цунку им поставя условие да продадат 50 000 копия от демо сингъла „Ai no Tane“ в продължение на пет дни, за което им обещава звукозаписен договор. Момичетата успяват да изпълнят мисията за четири дни.
През 1998 г. е издаден първият им официален сингъл „Morning Coffee“, който достига до 6-а позиция в японските класации, а към групата се присъединяват още три момичета: Кей Ясуда, Мари Ягучи и Саяка Ичии. Третият им сингъл „Daite! HOLD ON ME“ достига първа позиция.
През 1999 г. Асука Фукуда напуска за да продължи своето обучение. По същото време е сформирана първата подгрупа Tanpopo от Каори Иида, Ая Ишигуро и Мари Ягучи. Песните им са по-бавни и улегнали, в сравнение с тези на основната група.
През същата година е проведен кастинг за третото поколение вокалистки. Победителка е Маки Гото, едва тринадесет годишна, по това време тя е най-младата в групата. Успехът на седмия им сингъл „LOVE Machine“, заедно с включването на Гото увеличава популярността на групата.
Впоследствие Маки Гото заедно с Кей Ясуда и Саяка Ичии формират подгрупата Petitmoni (известна и като Pucchi moni). Първият им сингъл „Chokotto Love“ излиза три месеца след „LOVE Machine“.
През 2000 г. Ая Ишигуро напуска. Групата, останала в седемчленен състав, записва още един сингъл („Koi no Dance Site“), преди поредното ново попълнение, в лицето на Рика Ишикава, Хитоми Йошидзава, Нодзоми Цуджи и Ай Каго.
След поредния им сингъл, „Happy Summer Wedding“, Саяка Ичии напуска и става вокалистка на Cubic Cross. Хитоми Йошидзава я замества в Petitmoni, a Ай Каго и Рика Ишикава се включват в Tanpopo. В същото време Мари Ягучи, Ай Каго и Нодзоми Цуджи започват да пеят на концертите като Mini Moni (и трите са по-ниски от 150 см), подгрупа ориентирана към по-младата публика. Впоследствие Цунку добавя Мика Тод от Coconuts Musume и дава на Mini Moni статут на официална подгрупа. Дебютният им сингъл „Minimoni Jankenpyon“ става номер едно.
През 2000 г. са създадени и т.нар. Summer Shuffle Units, в които всички членове на групите от Hello! Project са разместени и сложени в три временни формации. Отделно Морнинг Мусуме поставят традицията да изпълняват мюзикъли всяка година.
Лидерката на групата Юко Накадзава се „дипломира“ през април 2001 г., за да се концентрира върху своята солова кариера, Каори Иида и Кей Ясуда застават начело на формацията. По същото време Рика Ишикава е преотстъпена за кратко на Country Musume. Към края на годината четири нови момичета се присъединяват към групата, т.нар. пета генерация: Ай Такахаши, Асами Конно, Макото Огава и Риса Ниигаки.
Късната 2002 г. е белязана от напускането на Маки Гото и масовото разместване в подгрупите. Цунку маха Каори Иида, Мари Ягучи и Ай Каго от Tanpopo, замествайки ги с Асами Конно, Риса Ниигаки и Аюми Шибата от Melon Kinen-Bi. В този си състав Tanpopo издават само още един сингъл. Макото Огава и Аяка Кимура от Coconuts Musume се присъединяват към Хитоми Йошидзава в Petitmoni на мястото на Кей Ясуда и Маки Гото, но не издават нито един сингъл, само участват в концерти. Тяхната песен „Wow Wow Wow“ впоследствие е включена в компилацията „Petit Best 4“. В Minimoni Мари Ягучи е заместена от Ай Такахаши. В този си състав те издават няколко сингъла и един албум, до „дипломирането“ на Мика Тод през май 2004 г. В началото на 2003-та се включва шестата генерация: Ери Камеи, Саюми Мичишиге и Рейна Танака. След успешно представяне в „Kōhaku Uta Gassen“ (традиционна новогодишна музикална програма, излъчвана по японската обществена телевизия NHK) Цунку включва и Мики Фуджимото, която е соло изпълнител към Hello! Project. Дебютният им концерт съвпада с „дипломирането“ на Кей Ясуда; в този момент групата наброява 16 члена.
Мари Ягучи става подлидер на мястото на Кей Ясуда, също така е натоварена със задачата да подготви бъдещата детска формация Hello! Project Kids.
По време на турнето им през 2003 г., групата е разделена на две, за да могат да обиколят повече градове. Морнинг Мусуме Sakuragumi включва Нацуми Абе, Мари Ягучи, Хитоми Йошидзава, Ай Каго, Ай Такахаши, Риса Ниигаки, Асами Конно и Ери Камеи. Морнинг Мусуме Otomegumi включва Каори Иида, Рика Ишикава, Нодзоми Цуджи, Макото Огава, Мики Фуджимото, Саюми Мичишиге и Рейна Танака. Двете групи издават и два сингъла поотделно.
През януари 2004 г. Нацуми Абе се „дипломира“ и започва солова кариера, през август Нодзоми Цуджи и Ай Каго също се отделят и формират дуета W (Double U).
На поредния кастинг (наименован „Lucky 7“, заради 7-те години от създаването на Морнинг Мусуме) проведен през 2004-та са допуснати шест финалистки до последния кръг, но нито една не е избрана поради високите изисквания, предявени от продуцента Цунку.
На 30 януари 2005 г. лидерката и последна от първото поколение Каори Иида се „дипломира“, а на нейно място застава Мари Ягучи.
През февруари 2005 Цунку провежда нов кастинг, на който е избрана Кохару Кусуми като единствен член на седмото поколение.
На 14 април Мари Ягучи обявява, че напуска гупата заради папарашки снимки взети на 10-и същия месец. Поради естеството на нейното напускане, тя не е удостоена с обичайните церемонии и прощален концерт като другите бивши членове на Морнинг Мусуме. За лидер на групата е избрана Хитоми Йошидзава с подлидер Мики Фуджимото.
На 17 май Рика Ишикава се отделя и става лидер на новосформираното трио v-u-den, също част от Hello! Project.
На 31 декември 2005 г., бившите членове на Морнинг Мусуме, Каори Иида, Нацуми Абе, Мари Ягучи, Юко Накадзава, Ай Каго, Нодзоми Цуджи, Рика Ишикава, Маки Гото и Кей Ясуда се присъединяват към формацията, за да изпълнят знаковия за групата хит „Love Machine“ на „Kōhaku Uta Gassen“.
На 23 юли 2006 Асами Конно се „дипломира“ и напуска окончателно Hello! Project с намерение да продължи обучението си в университет. През август 2006 Макото Огава също се отделя с цел обучение в чужбина. От 27 август до 22 октомври е проведен кастинг за избор на нови вокалистки. До финалния тур са допуснати шест финалистки, като за победителка на 10 декември е определена Айка Мицуи.
В началото на 2007 г. е създадена временната формация Morning Musume Tanjo 10 Nen Kinentai, състояща се от Каори Иида, Нацуми Абе, Маки Гото, Риса Ниигаки и Кохару Кусуми. Те издават един-единствен сингъл „Bokura ga Ikiru MY ASIA“ по случай десетгодишнината от създаването на Морнинг Мусуме.
На 2 януари 2007 г. Хитоми Йошидзава обявява, че предстои да напусне групата на 6 май и ще започне соло кариера. Мики Фуджимото ще заеме нейното място като водач на групата с Ай Такахаши като подлидер.
През февруари излиза първия сингъл с участието на Айка Мицуи „Egao YES Nude“. В стилово отношение той напомня на ранните творби на групата и достига втора позиция в класациите.
На 15 март е публикувано обръщение от продуцента Цунку, в което той обявява, че към групата ще бъдат добавени две нови момичета от Китай – Чун Ли (с прякор Junjun) и Лин Циен (с прякор Linlin).

## Членове
- Мики Нонака (2014–)
- Мария Макино (2014–)
- Рио Китагава (2019–)
- Хомаре Окамура (2019–)
- Мей Ямазаки (2019–)
- Рио Сакурай (2022–)
- Харука Иноуе (2023–)
- Ако Юмигета (2023–)

## Дискография

### Студийни албуми
- First Time (1998)
- Second Morning (1999)
- 3rd-LOVE Paradise (2000)
- 4th Ikimashoi! (2002)
- No.5 (Number Five) (2003)
- Ai no Dai 6 Kan (2004)
- Rainbow 7 (2006)
- SEXY 8 BEAT (2007)
- Platinum 9 Disc (2009)
- 10 My Me (2010)
- Fantasy! Jūichi (2010)
- 12, Smart (2011)
- 13 Colourful Character (2012)
- 14 Shō: The Message (2014)
- 15 Thank You, Too (2017)
- 16th ~That's J-POP~ (2021)
- Professionals-17th (2024)

### Компилации
- Best! Morning Musume 1 (2001)
- Best! Morning Musume 2 (2004)
- Early Single Box (2004)
- Morning Musume All Singles Complete: 10th Anniversary (2007)
- Cover You (2008)
- Morning Musume Zen Singles Coupling Collection (2009)
- The Best! Updated Morning Musume (2013)
- Morning Musume '14 Coupling Collection 2 (2014)
- Best! Morning Musume 20th Anniversary (2019)

### Други албуми
- Cover You (2008)

### EP
- 7.5 Fuyu Fuyu Morning Musume Mini (2006)
- Hatachi no Morning Musume (2018)

### Сингли

#### 1990-те
- Ai no Tane (1997)
- Morning Coffee (1998)
- Summer Night Town (1998)
- Daite HOLD ON ME! (1998)
- Memory Seishun no Hikari (1999)
- Manatsu no Kousen (1999)
- Furusato (1999)
- Love Machine (1999)

#### 2000-те
- Koi no Dance Site (2000)
- Happy Summer Wedding (2000)
- I Wish (2000)
- Renai Revolution 21 (2000)
- The Peace! (2001)
- Mr. Moonlight (Ai no Big Band) (2001)
- Sōda! We're Alive (2002)
- Do It! Now (2002)
- Koko ni Iruzee! (2002)
- Morning Musume no Hyokkori Hyoutanjima (2003)
- As for One Day (2003)
- Shabondama (2003)
- Go Girl (Koi no Victory) (2003)
- Ai Araba It's All Right (2004)
- Roman (My Dear Boy) (2004)
- Joshi Kashimashi Monogatari (2004)
- Namida ga Tomaranai Houkago (2004)
- The Man power!!! (2005)
- Osaka Koi no Uta (2005)
- Iroppoi Jirettai (2005)
- Chokkan 2 (Nogashita Sakana wa Ōkiizo!) (2005)
- Sexy Boy (Soyokaze ni Yorisotte) (2006)
- Ambitious! Yashinteki de Ii Jan (2006)
- Aruiteru (2006)
- Egao Yes Nude (2007)
- Kanashimi Twilight (2007)
- Onna ni Sachi Are (2007)
- Mikan (2007)
- Resonant Blue (2008)
- Pepper Keibu (2008)
- Naichau Kamo (2009)
- Shōganai Yume Oibito (2009)
- Nanchatte Ren'ai (2009)
- Kimagure Princess (2009)

#### 2010-те
- Onna ga Medatte Naze Ikenai (2010)
- Seishun Collection (2010)
- Onna to Otoko no Lullaby Game (2010)
- Maji Desu ka Ska! (2011)
- Only You (2011)
- Kono Chikyū no Heiwa wo Honki de Negatterun da yo!/Kare to Issho ni Omise ga Shitai! (2011)
- Pyocopyoco Ultra (2012)
- Renai Hunter (2012)
- One Two Three/The Matenrō Show (2012)
- Wakuteka Take a Chance (2012)
- Help Me!! (201)
- Brainstorming/Kimi Sae Ireba Nani mo Iranai (2013)
- Wagamama Ki no Mama Ai no Joke/Ai no Gundan (2013)
- Egao no Kimi wa Taiyou sa/Kimi no Kawari wa Iyashinai/What is LOVE? (2014)
- Toki o Koe Sora o Koe/Password is 0 (2014)
- Tiki Bun/Shabadaba Dū/Mikaeri Bijin (2014)
- Seishun Kozo ga Naiteiru/Yuugure wa Ameagari/Ima Koko Kara (2015)
- Oh my wish!/Sukatto My Heart/Ima Sugu Tobikomu Yuuki (2015)
- Tsumetai Kaze to Kataomoi/Endless Sky/One and Only (2015)
- Utakata Saturday Night!/The Vision/Tokyo to Iu Katasumi (2016)
- Sexy Cat no Enzetsu/Mukidashi de Mukiatte/Sou Janai (2016)
- Brand New Morning/Jealousy Jealousy (2017)
- Jama Shinaide Here We Go!/Dokyū no Go Sign/Wakaindashi! (2017)
- Are you Happy?/A gonna (2018)
- Furari Ginza/Jiyū na Kuni Dakara (2018)
- Jinsei Blues/Seishun Night (2019)

#### 2020-те
- Kokoro & Karada/Lovepedia/Ningen Kankei No Way Way (2020)
- Junjou Evidence/Gyuusaretai Dake na no ni (2020)
- Teenage Solution/Yoshi Yoshi Shite Hoshii no/Beat no Wakusei (2021)
- Chu Chu Chu Bokura no Mirai / Dai Jinsei Never Been Better! (2022)
- Swing Swing Paradise/Happy Birthday to Me! (2022)
- Suggoi Fever!/Wake-Up Call (Mezameru Toki)/Neverending Shine (2023)
- Nandaka Sentimental na Toki no Uta / SaiKIYOU (2024)
- Ki ni Naru Sono Ki no Uta / Akaruku Ii Ko (2025)